# Janvier 1897

## Événements
- 3 janvier : réforme monétaire de Serge Witte en Russie : dévaluation du rouble à un tiers de sa valeur, adoption de l’étalon-or, convertibilité du rouble-papier grâce à une forte encaisse.

- 4 janvier : meurtre du consul général James Robert Phillips à Bénin.

- 26 janvier[1] : le royaume de Nupe (Nigeria) est envahi par les Britanniques.

- 28 janvier : premier recensement de la population de l'Empire russe qui compte 129 millions d’habitants, dont 13 % de citadins ; 5,7 millions d’habitants en Sibérie. L’accroissement annuel atteint 1,6 million d’habitants.

- 29 : course ouverte aux automobiles et aux motos entre Marseille, Fréjus, Nice et La Turbie (240 km en 3 étapes). 34 partants, 31 à l’arrivée. Le Comte Chasseloup Laubat s’impose sur une De Dion. La première moto est 5e au général.

## Naissances
- 1er janvier : Albert de Vleeschauwer, homme politique belge († 24 février 1971).
- 2 janvier : Gaston Monnerville, homme politique français.
- 7 janvier : Iazep Adamovitch, homme politique biélorusse.
- 11 janvier : Kazimierz Nowak, explorateur polonais
- 17 janvier : 
  - Nils Asther, acteur américain.
  - Marcel Petiot, tueur en série français.
- 21 janvier : René Iché, sculpteur français.
- 24 janvier : Fernand Ledoux, comédien.

## Décès
- 2 janvier : Thomas McGreevy, homme politique fédéral provenant du Québec.